# T Monocerotis
T Monocerotis è una stella supergigante gialla che pulsa (cefeide) con un periodo di circa 27 giorni attorno ad un valore medio di magnitudine pari a 6.3. Si trova nella costellazione dell'Unicorno. Dalla misura del periodo e dello spettro si stima disti 7765 anni luce dal sistema solare.

## Osservazione
Si tratta di una stella situata nell'emisfero celeste boreale, ma molto in prossimità dell'equatore celeste; ciò comporta che possa essere osservata da tutte le regioni abitate della Terra senza alcuna difficoltà e che sia invisibile soltanto nelle aree più interne del continente antartico. Nell'emisfero nord invece appare circumpolare solo molto oltre il circolo polare artico. Essendo di magnitudine pari a 6,3, non è osservabile ad occhio nudo; per poterla scorgere è sufficiente comunque anche un binocolo di piccole dimensioni, a patto di avere a disposizione un cielo buio.
I mesi migliori per la sua osservazione nel cielo serale sono quelli compresi fra dicembre e maggio; da entrambi gli emisferi il periodo di visibilità rimane indicativamente lo stesso, grazie alla posizione della stella non lontana dall'equatore celeste.

## Caratteristiche fisiche
La stella è una supergigante gialla classificata come variabile cefeide, la sua magnitudine apparente varia da +5,68 a +6,62 in un periodo di circa 27 giorni. È sette volte più massiccia del Sole e ha un raggio mediamente oltre 130 volte superiore, ma come per tutte le cefeidi il raggio è variabile, le pulsazioni della stella la fanno aumentare e contrarre di diametro in un periodo di pochi giorni, in questo caso, essendo una stella di grande diametro, il periodo è di poco meno di un mese.
Studi dello spettro nelle lunghezze d'onda dell'ultravioletto suggeriscono che la stella ha probabilmente due compagne, più calde della cefeide e di classe comprese tra B9.5 e A0; T Monocerotis B ha una massa di 3,1 masse solari circa, leggermente più piccola, del 14% di B, è T Monocerotis C.
La sua magnitudine assoluta è di -5,36 e la sua velocità radiale positiva indica che la stella si sta allontanando dal sistema solare.